# Neuza Amaral
Neusa Gouveia da Silva do Amaral, conhecida como Neuza Amaral (São José do Barreiro, 1 de agosto de 1930 – Rio de Janeiro, 19 de abril de 2017) foi uma atriz e política brasileira, eleita vereadora pelo Rio de Janeiro.

## Biografia
Neuza Amaral nasceu em 1 de agosto de 1930 em São José do Barreiro, cidade do interior de São Paulo. Filha de pais simples, começou a trabalhar já aos 12 anos, entregando marmitas. “Quando cheguei ao Rio de Janeiro, aos 4 anos, não tinha nem cama para dormir. Usava um monte de jornais para quebrar a friagem do chão. Foi assim, uma luta bem grande”, conta.
Iniciou sua carreira de atriz na década de 50 na cidade do Rio de Janeiro, trabalhando na Rádio Tupi do Rio de Janeiro, onde enfrentou muitas dificuldades. Transferiu-se, então, para São Paulo e, ao passar com uma amiga pela porta da Rádio Record, resolveu entrar para ver como funcionava uma rádio e saiu dali contratada: pediram para a atriz ler uns textos e, dois dias depois, ela já estava no ar. “Fazia locução, programa de auditório, tudo, declara ela. O trabalho na Rádio Record impulsionou a sua vida e sua carreira.
Com o corte de pessoal na rádio, Neuza foi convidada para estrear na televisão. A atriz recorda: "Depois veio a televisão. Era 1957. ‘Quem sabe fazer televisão aqui?’ E a enxerida aqui, a ambiciosa, disse: ‘Eu.’ Nunca tinha visto um aparelho de televisão. Em 27 de setembro, eu estava no ar – doidinha de pedra, mas lá. E daí foi tudo acontecendo. Comecei como atriz e anunciadora”. E, assim, em 1957 estreou na Rede Record de São Paulo, nas novelas Alma da Noite e A Mansão dos Daltons. Em seguida, foi para a TV Excelsior onde participou da primeira telenovela diária da televisão, 2-5499 Ocupado, em 1963, ao lado de Tarcísio Meira, Glória Menezes e Lolita Rodrigues. Sobre a trama, conta: “Naquela época valia tudo, até varrer o estúdio. Porque era para desbravar mesmo”. Seguiram-se outros sucessos na emissora com as novelas As Solteiras (1964), A Moça Que Veio de Longe (1964), O Céu É de Todos (1965) e Pecado de Mulher (1965).
Voltou a morar no Rio de Janeiro em 1967 e por meio de um amigo comum, foi apresentada a Boni, que a convidou para trabalhar na TV Globo na novela A Sombra de Rebecca. Na emissora, consolidou sua carreira com personagens memoráveis como a primeira grande vilã da televisão, Veridiana Albuquerque Medeiros de A Grande Mentira (1968), onde relembra: "Ela era ruim que nem uma cobra. Era rica, mas tinha uma origem de manicure. Então, punha aquela coisa em cima de todo mundo. Realmente, foi o meu maior trabalho em televisão. A novela teve como diretor Fabio Sabag e Marlos Andreucci, que morreu dirigindo uma cena”; a determinada Maria Clara Taques em Os Ossos do Barão, que lhe rendeu o Troféu APCA de melhor atriz; a sensível Nara de Fogo Sobre Terra(1974); a austera Fabiana di Lorenzo de Bravo! (1975), novela na qual submeteu-se a uma operação plástica, que foi levada ao ar como sendo uma situação vivida pela personagem. "Eu sugeri: ‘Janete, se você me enrola toda a cara e põe bandagem, quando tirar, vou ter a mesma cara. Por que não fazemos uma plástica?’ ‘Você não acha ruim, não?’, ela quis saber. ‘Eu não. E ainda vou ganhar uma cirurgia. Duas vantagens, porque vou ser a primeira do mundo, numa novela de Janete Clair. Você documenta isso e, se eu morrer na operação, será um documento da morte de Neuza Amaral’, argumentei. Janete Clair resolveu fazer, e assim foi feito”, diverte-se; a doce Emerenciana em Cabocla (1979); a rica e insegura Bruna em Plumas & Paetês (1980) e a divertida Zefa em Paraíso (1982).
Estreou na carreira cinematográfica em 1967 no filme A Lei do Cão. No cinema, atuou em cerca de vinte produções nacionais, muitas das quais foram sucesso de crítica e público como Memórias de um Gigolô (1970), Os Machões (1972), Como É Boa a Nossa Empregada (1973), Quem Tem Medo de Lobisomem? (1975), Dedé Mamata (1987) e O Que é Isso, Companheiro? (1997).
Nos anos 90, Neuza Amaral foi eleita vereadora na cidade do Rio de Janeiro pelo PL. O seu mandato foi de  01/01/1989 até 31/12/1992 e por isso se afastou, gradativamente, dos trabalhos na televisão, resumidos a pequenas participações. Viveu há cerca de dez anos no município de Araruama e trabalhou como controladora geral da cultura da cidade.
Nos últimos anos, lançou dois livros de memórias, Deixa Comigo (2008) - cuja renda foi revertida para o Lar de São Francisco, asilo de idosos de Araruama - e Isso Eu Vivi (2012), onde destacou a sua trajetória na televisão, as passagens pela política brasileira, a conversão ao judaísmo, a luta pela hemofilia e pelos direitos dos idosos.

## Morte
Morreu em 19 de abril de 2017, na cidade do Rio de Janeiro, aos 86 anos, no Hospital São Vicente de Paula, na Tijuca, onde estava internada. A atriz sofreu uma embolia pulmonar. Deixou um filho e dois netos. Foi sepultada no Cemitério Israelita de Vilar dos Teles.

## Filmografia

### Televisão[8][4]
| Ano  | Título                    | Personagem                     | Notas                            |
| ---- | ------------------------- | ------------------------------ | -------------------------------- |
| 1957 | Alma da Noite             | —                              |                                  |
| 1957 | A Mansão dos Daltons      | —                              |                                  |
| 1963 | 2-5499 Ocupado            | Neuza                          |                                  |
| 1963 | Aqueles Que Dizem Amar-Se | Laura                          |                                  |
| 1964 | As Solteiras              | Andréa                         |                                  |
| 1964 | A Moça Que Veio de Longe  | Regina                         |                                  |
| 1964 | Uma Sombra em Minha Vida  | Jacqueline                     |                                  |
| 1965 | O Céu É de Todos          | Nelly                          |                                  |
| 1965 | Pecado de Mulher          | Neiva                          |                                  |
| 1967 | A Sombra de Rebecca       | Rebecca                        |                                  |
| 1967 | Sangue e Areia            | Encarnación Gallardo           |                                  |
| 1968 | A Grande Mentira          | Veridiana Albuquerque Medeiros |                                  |
| 1969 | Véu de Noiva              | Lourdes Albertini              |                                  |
| 1970 | Irmãos Coragem            | Branca                         |                                  |
| 1971 | O Homem que Deve Morrer   | Orjana                         |                                  |
| 1972 | Selva de Pedra            | Walquíria                      |                                  |
| 1972 | Caso Especial             | —                              | Episódio: "O Inimigo do Povo"    |
| 1973 | Os Ossos do Barão         | Maria Clara Taques             |                                  |
| 1974 | Fogo sobre Terra          | Nara                           |                                  |
| 1975 | Bravo!                    | Fabiana Di Lorenzo             |                                  |
| 1976 | Duas Vidas                | Sara                           |                                  |
| 1976 | Estúpido Cupido           | Madre Superiora                | Participação Especial            |
| 1976 | O Casarão                 | Marisa                         | Participação Especial            |
| 1978 | O Pulo do Gato            | Lígia                          |                                  |
| 1978 | Pecado Rasgado            | Eunice                         |                                  |
| 1979 | Cabocla                   | Emerenciana                    |                                  |
| 1979 | Carga Pesada              | Ana                            | Episódio: "Operação Limpeza"     |
| 1980 | Olhai os Lírios do Campo  | Isabel Cintra                  |                                  |
| 1980 | Plumas & Paetês           | Bruna Sampaio                  |                                  |
| 1981 | Ciranda de Pedra          | Idalina                        |                                  |
| 1981 | Plantão de Polícia        | —                              | Episódio: "Morrer de Amor"       |
| 1982 | Paraíso                   | Josefa Barros (Zefa)           |                                  |
| 1982 | Elas por Elas             | Amiga de Mário Fofoca          | Participação Especial            |
| 1983 | Voltei pra Você           | Maruca                         |                                  |
| 1983 | Louco Amor                | Margarida Lins                 | Participação Especial            |
| 1984 | Caso Verdade              | Neusa                          | Episódio: "Nova América"         |
| 1984 | Caso Verdade              | —                              | Episódio: "A Palavra de Maria"   |
| 1985 | A Gata Comeu              | Ela Mesma                      | Participação Especial            |
| 1986 | Sinhá Moça                | Inez Fontes                    |                                  |
| 1987 | Brega & Chique            | Lucy                           |                                  |
| 1989 | Top Model                 | Médica de Giulia               | Participação Especial            |
| 1990 | Rainha da Sucata          | Dalva                          | Participação Especial            |
| 1990 | Delegacia de Mulheres     | Juíza                          | Participação Especial            |
| 1994 | Você Decide               | —                              | Episódio: "Abuso Sexual"         |
| 1995 | Tocaia Grande             | Freira                         | Participação Especial            |
| 1996 | Você Decide               | —                              | Episódio: "Um Mundo Cão"         |
| 1999 | Força de um Desejo        | Anita                          | Participação Especial            |
| 2004 | Senhora do Destino        | Dona Mena                      | Participação Especial            |
| 2006 | Páginas da Vida           | Amiga de Lalinha               | Participação Especial            |
| 2006 | Cobras & Lagartos         | Socialite                      | Participação Especial            |
| 2006 | Linha Direta              | Prima de Lyda                  | Episódio: "A Bomba do Riocentro" |
| 2007 | Pé na Jaca                | Gema                           | Participação Especial            |

### Cinema
| Ano  | Título                      | Papel                 |
| ---- | --------------------------- | --------------------- |
| 1967 | A Lei do Cão                | Mãe de Bebeto         |
| 1969 | As Duas Faces da Moeda      | Isolda Canaverde      |
| 1970 | Memórias de um Gigolô       | Madame Iara           |
| 1971 | Rua Descalça                | —                     |
| 1972 | Os Machões                  | Madame Ribeiro        |
| 1972 | Tormento                    | Mãe de Luís           |
| 1973 | Como É Boa Nossa Empregada  | Esposa do Dr. Roberto |
| 1973 | Café na Cama                | Zuma                  |
| 1973 | Obsessão                    | —                     |
| 1975 | Quem Tem Medo de Lobisomem? | Dona Márcia           |
| 1976 | Tem Folga na Direção        | Dona da Boutique      |
| 1976 | E as Pílulas Falharam       | Doutora Irene         |
| 1978 | Amada Amante                | Tide                  |
| 1978 | Meus Homens, Meus Amores    | Ângela                |
| 1979 | Os Trombadinhas             | Laura                 |
| 1979 | A Pantera Nua               | Marina                |
| 1979 | O Amante de Minha Mulher    | Condessa Arduini      |
| 1980 | A Deusa Negra               | —                     |
| 1982 | Pra frente, Brasil          | —                     |
| 1984 | Amor Maldito                | Lídia Perdigão        |